# Frédéric Montenard
Frédéric Montenard (Parigi, 17 maggio 1849 – Besse-sur-Issole, 11 febbraio 1926) è stato un pittore francese.

## Biografia

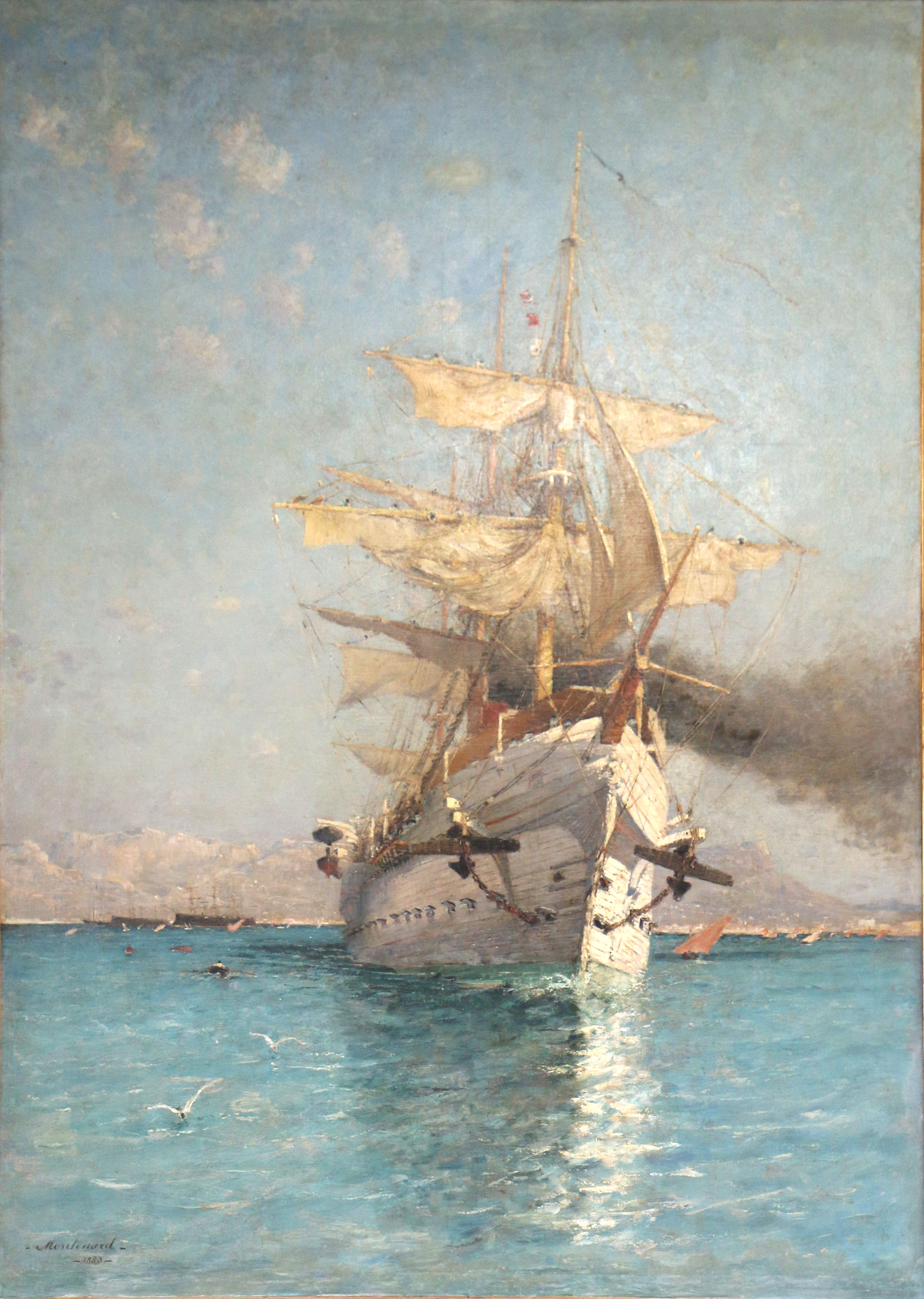
La Corrèze esce dal porto di Tolone

Figlio di Casimir Montenard e nipote dello scultore Jean-Baptiste Giraud (1752-1830), Frédéric Montenard nacque in un'antica famiglia provenzale che si era trasferita temporaneamente a Parigi.. Già da giovanissimo mostrò un sicuro talento per il disegno e la pittura, tanto che, raggiunta l'età degli studi superiori, fece domanda di iscrizione all'École des beaux-arts di Parigi e fu ammesso. Frequentò pertanto l'atelier di Pierre Puvis de Chavannes. Già nel 1872 debuttò al Salon e vi espose regolarmente i suoi lavori, e cioè paesaggi e marine. Pur studiando e lavorando a Parigi, Montenard non dimenticò le sue origini provenzali e mantenne sempre i contatti con la regione di Tolone, nella quale finì poi per stabilirsi. Il porto della città, con i grandi vascelli a vela che vi si potevano ammirare, nonché le coste vicine, lo affascinavano sensibilmente.
Nel 1873, assieme ai colleghi Eugène Dauphin, Gustave Garaud e Octave Gallian, fondò l'Atelier di belle arti di Tolone. 
Dieci anni dopo, nella sua piena maturità artistica, Montenard ottenne un grande successo con le tele Un Cimetière en Provence e La Corrèze, transport de guerre quittant Toulon, che furono acquistate dallo Stato. E, in occasione dell'Expo del 1889, ricevette la medaglia d'oro.
 
Parallelamente, a Parigi, nel 1890, a fianco del suo vecchio insegnante Puvis de Chavannes, partecipò alla fondazione della "Société nationale des beaux-arts", e fece la conoscenza del pittore italo-brasiliano Giovanni Battista Castagneto (1851-1900), al quale consigliò di seguire i corsi di François Nardi (1861-1936).

Lo stesso anno fu nominato Cavaliere della Legion d'onore a titolo militare.
Dopo il 1892, Montenard lasciò le coste della Manica e l'Atlantico per lavorare esclusivamente in Provenza, dove insegnò anche all'École des Beaux-Arts di Tolone. Ricevette inoltre prestigiosi incarichi per la decorazione di numerosi palazzi, in particolare il "Palazzo delle arti di Marsiglia" nel 1894. Per queste grandi opere decorative Montenard si ispirò ai paesaggi e alle scene di vita provenzali.

Nel 1900, realizzò due tele per la grande sala del ristorante Le Train Bleu della Gare de Lyon di Parigi.
Nel 1921 venne nominato Peintre de la Marine. 
Montenard era un grande ammiratore del poeta e linguista provenzale Frédéric Mistral. Per questo, nel 1922 illustrò un'edizione del suo celebre poema, composto in lingua provenzale Mirèio.
Terminata la prima guerra mondiale, Frédéric Montenard si stabilì definitivamente nel castello della Croix de Bontarà a Besse-sur-Issole, dove trascorse i suoi ultimi anni. Morì infatti nel 1926 a 77 anni.

Nel Palazzo dei Conti di Provenza, a Brignoles, una sala del "Museo della terra brignolese" è a lui intitolata, mentre a Besse-sur-Issole portano il suo nome una strada e il nuovo Collegio aperto nel 2005.
Frédéric Montenard sposò Marie Court, dalla quale ebbe due figlie:

Henriette (1872-1958), che andò in moglie a Jean des Portes de la Fosse (1862-1942) e
Caroline (1878-1954), che sposò Henri Prévost (1865-1958).

## Opere

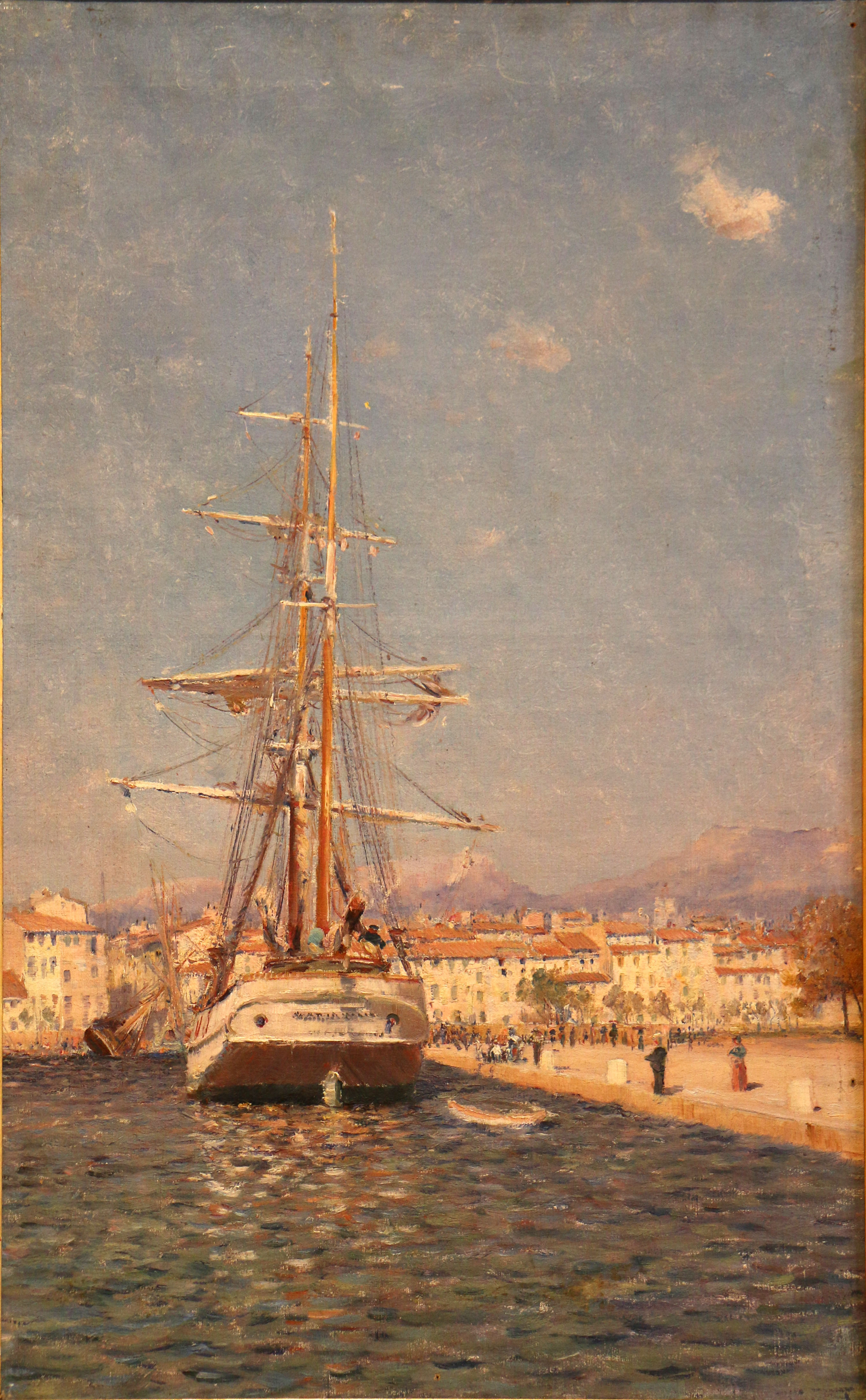
Il porto di Tolone

### Quadri in collezioni pubbliche
- Besse-sur-Issole, Chiesa parrocchiale
- Brignoles, "Museo della terra brignolese" :
  - Le Corrèze quittant le port de Toulon - (La Corrèze lascia il porto di Tolone)
  - Le Village de Six-Fours-Les-Plages - (Il villaggio di Six-Fours-Les-Plages)
  - Le port de Toulon - (Il porto di Tolone)
  - La Gardienne de chèvres - (La guardiana di capre)
  - Cimetière de Besse - (Il cimitero di Besse)
  - Paysan dans la campagne bessoise - (Contadino nella campagna di Besse)
  - Le Chevrier - (Il capraio)
  - La Route de Cassis - (La strada per Cassis)
  - La Cueillette des olives - (La raccolta delle olive)[7]
- Chantilly, Museo Condé: Portrait de Gustave Macon, premier conservateur du musée Condé[8] e Vue de Saint-Waast-la-Hougue (Manche)
- Parigi, Chiesa di S. Francesco di Sales. Affresco murale.
- La Rochelle, Museo di belle arti : Un Cimetière en Provence - (Un cimitero in Provenza)
- Marsiglia, Museo di belle arti di Marsiglia :
  - La Poussière - (La polvere)[9]
  - Coup de Mistral en Méditerranée - (Colpo di Mistral nel Mediterraneo)[10]
  - Femmes à la fontaine - (Donne alla fontana)[11]
  - Paysage - (Paesaggio)[12]
- Marsiglia, Palazzo delle arti : Marseille, colonie grecque (1907) - (Marsiglia, colonia greca)
- Nîmes, Museo di belle arti : Vieux village provençal - (Vecchio villaggio provenzale)
- Parigi, Chiesa di S. Francesco di Sales, affreschi delle nicchie: Naissance du Christ (fra il 1924 e il 1926) - (Nascita di Cristo)
- Paris, Gare de Lyon, grande sala del ristorante Le Train Bleu:
  - Villefranche
  - Monaco
- Paris, Municipio: Le Jardin des Tuileries - (Il giardino delle Tuileries)
- Paris, La Sorbona, anfiteatro di mineralogia: Paysage de Provence, l'Estérel (1894) - (Paesaggio provenzale, l'Esterel)
- Paris, Museo d'Orsay; Le transport "La Corrèze"[13].
- Saint-Maximin-la-Sainte-Baume, cappella del convento della Sainte Baume :
  - Première rencontre du Christ et de la Sainte Madeleine qui le regarde s'éloigner de sa maison à Béthanie - (Primo incontro del Cristo e di S. Maddalena, che lo guarda allontanarsi dalla sua casa a Betania)
  - Sainte Madeleine prêchant dans la rade de Marseille - (S. Maddalena predica nella rada di Marsiglia)
  - Marie-Madeleine demandant à un ermite d'aller avertir de sa mort prochaine le bienheureux Maximin - (Maria Maddalena chiede a un eremita di avvertire il beato Massimino della sua prossima morte)
  - Méditation de Marie Madeleine du haut de sa grotte - (Meditazione di Maria Maddalena dall'alto della sua grotta)
  - Marie Madeleine est élevée par les anges au sommet du saint Pilon, nell'abside della cappella. - (Maria Maddalena è sollevata dagli angeli sino alla cima del santo pilone)
- Sées, Municipio: Ruines antiques - (Antiche rovine)
- Tolone, Municipio
- Tolone, Museo d'arte di Tolone:  Joutes au port de Toulon, olio su tela,[14], Le Port-Marchand de Toulon, olio su tela,[15].
- Tolone, Museo nazionale della Marina
- Tolone, Teatro dell'Opera di Tolone: Le Prélude à l'Après-midi d'un Faune
- Istanbul, Palazzo dell'Unione francese.

### Illustrazioni
- Frédéric Mistral, Mireille, 34 illustrazioni fuori testo a colori, tratte dalle pitture originali di Montenard. Edite in 350 esemplari da Dorbon Ainé, Parigi, nel 1922. Un'altra edizione fu pubblicata da Eugène Fasquelle a Parigi nel 1925.

## Galleria d'immagini

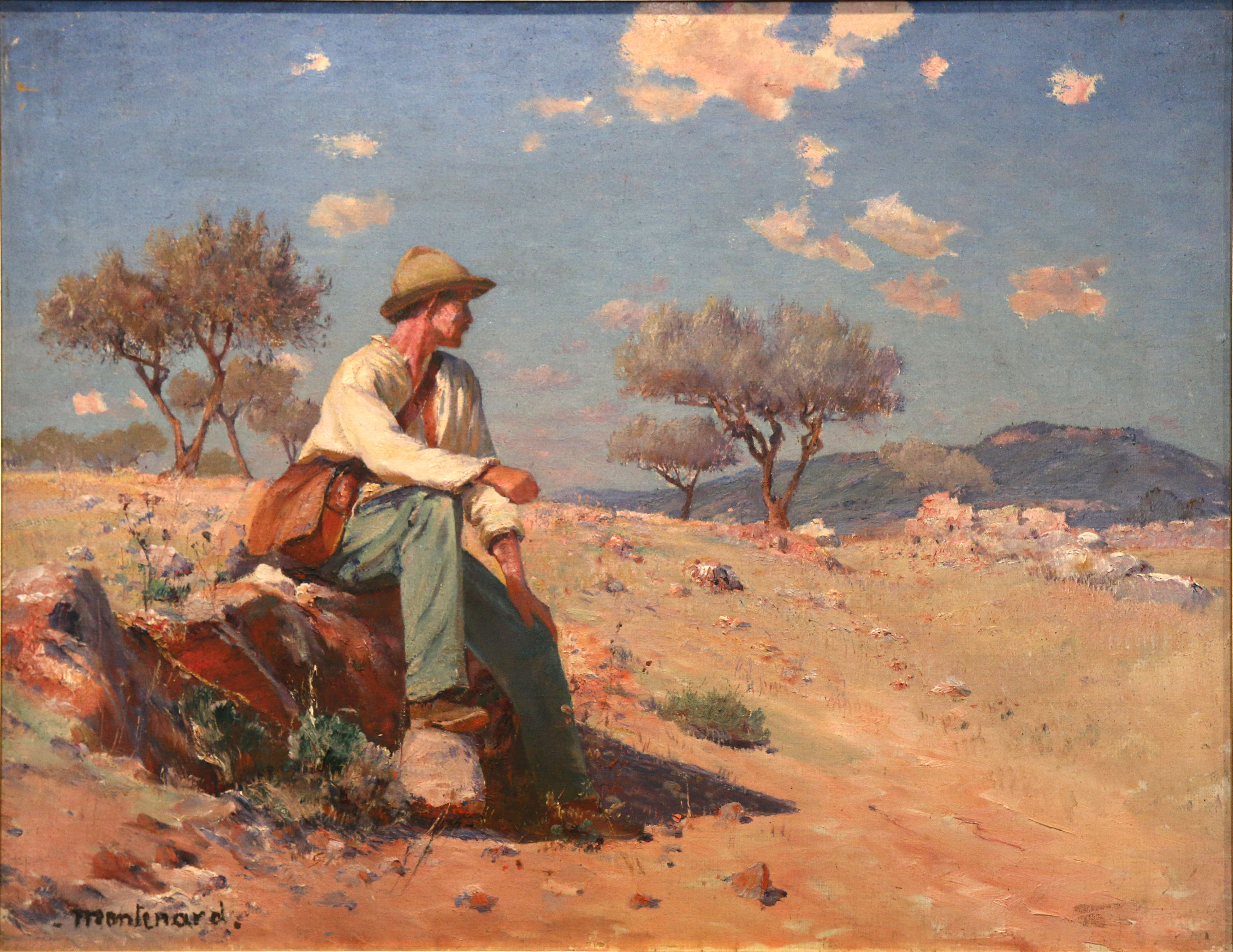
Contadino nella campagna di Besse Brignoles,  Museo della terra brignolese.
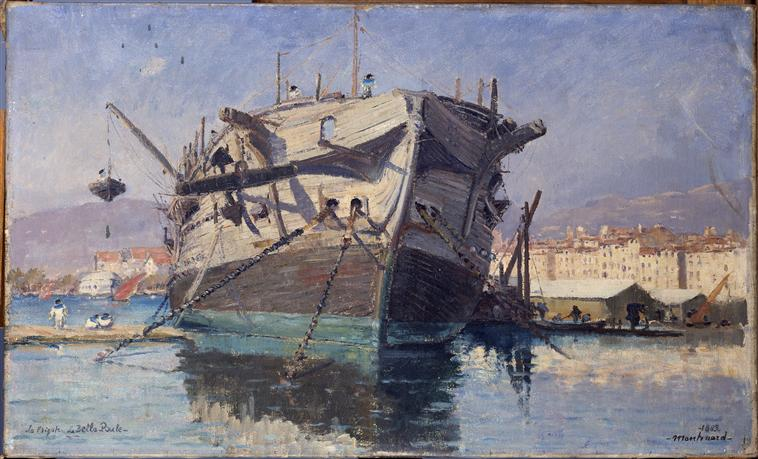
La "bella gallina" nel porto di Tolone (1883) Parigi, Museo de l'Armée.
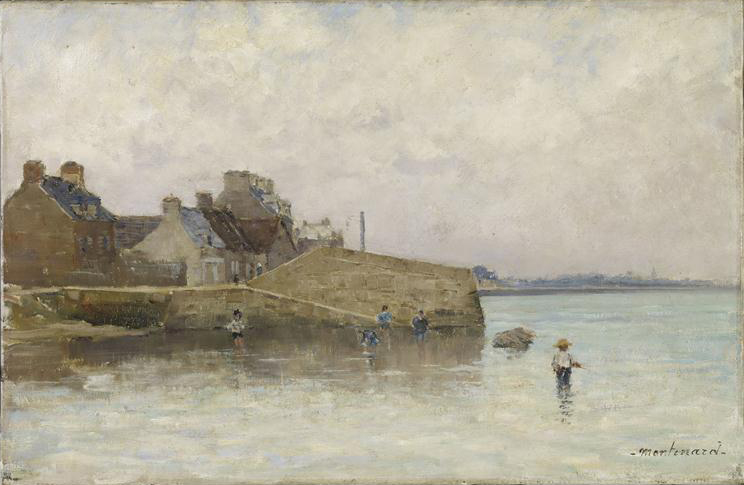
Marina (c.1880) Chantilly, Museo Condé.
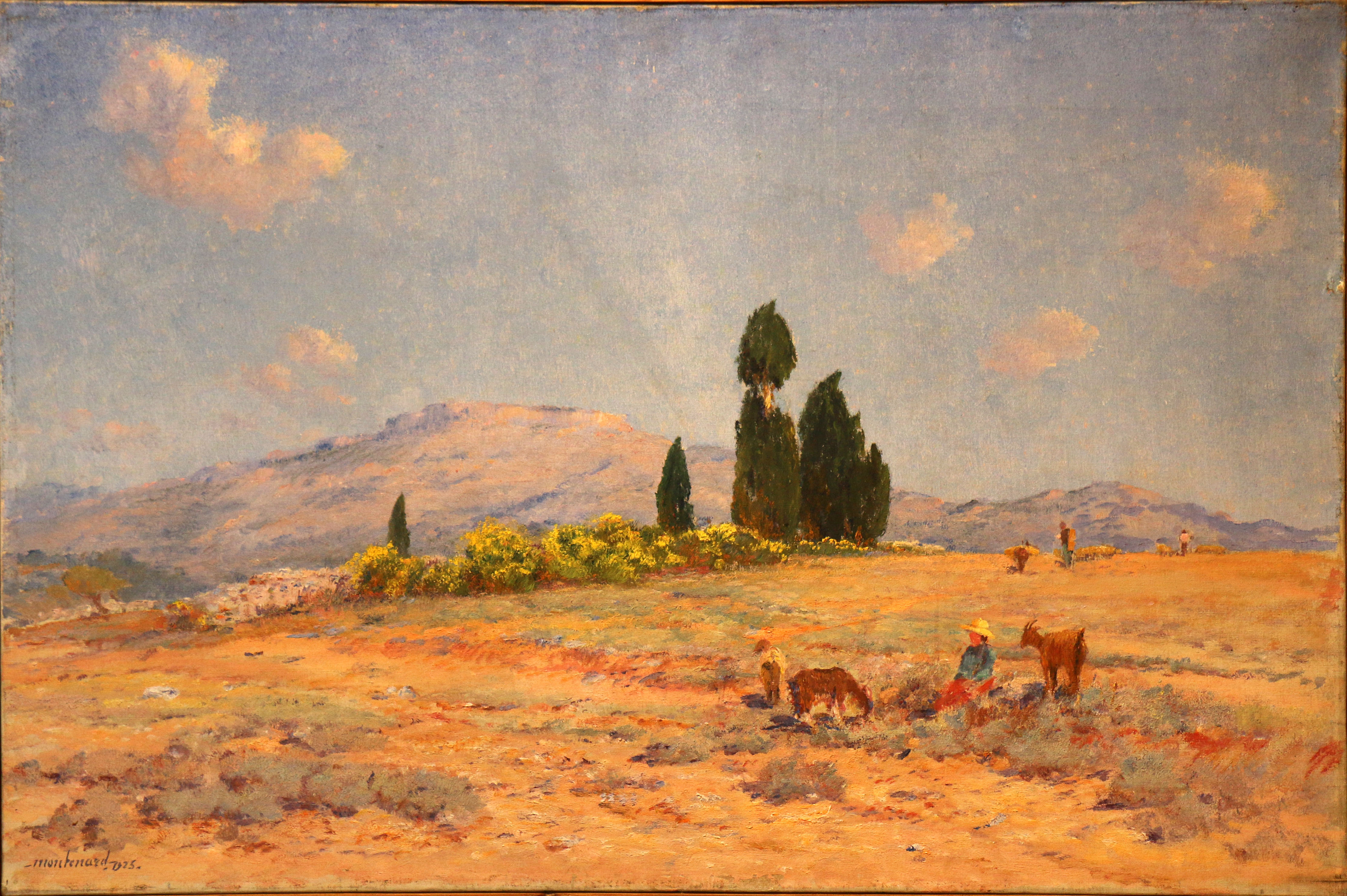
La guardiana di capre Brignoles, Museo della terra brignolese.

## Esposizioni

### Salon
- "Salon des artistes français":
  - 1882 : Le Port de commerce de Toulon, acquistato dallo Stato, menzione d'onore, Museo d'arte di Tolone.
  - 1883 : Le Transport de guerre « La Corrèze » quittant la rade de Toulon, acquistato dallo Stato, Museo della terra brignolese.
  - 1884 : Village de Sixfours
- "Salon de la Société nationale des beaux-arts":
  - 1893 : La Poussière
  - 1906 : Le Grand rang au Port de Toulon
  - 1907 : Marseille, colonie grecque
  - 1908 : Rentrée au port par vent de Mistral, Marseille
  - 1909 : Le Matin, Marseille
  - 1910 : Pêcheurs sur la côte de la Méditerranée
  - 1911 : Sainte Madeleine dans la grotte de la Sainte Baume, cappella del convento della Sainte Baume
  - 1913 : Une Branche de grenades - Dans le vieux port à Marseille - Première rencontre du Christ et de la Sainte Madeleine
  - 1914 : La Vendange
  - 1919 : Saint-Jean le Précurseur
  - 1920 : Sancta Dei génitrix

### Mostre
- 1889 : Esposizione universale del 1889 a Parigi, medaglia d'oro.
- 1995 : mostra collettiva, « Les Peintres de la couleur en Provence », Museo del Luxembourg, Parigi.
- 2008 : mostra collettiva, « Ces peintres de la Provence », a Ginevra.